# Ковтун (хвороба)
Ко́вту́н (лат. plica polonica) — запалення сальних залоз на голові, яке виникає внаслідок порушення гігієнічних умов, вошивості тощо.
Існує й інша назва, госте́ць — точно не визначена хвороба, яку, проте, здебільшого ототожнюють не з ковтуном, а з ревматизмом.